# Bound Brook
Bound Brook – miasto w Stanach Zjednoczonych, należące do hrabstwa Somerset w stanie New Jersey. Powstało w roku 1869, w 2007 liczyło 10 193 mieszkańców.
Pobliskie South Bound Brook jest uważane za centrum ukraińskiego prawosławia w USA, zwane „ukraińskim Jerusalem”. Przy cerkwi św. Andrija znajduje się słynny cmentarz, na którym pochowano bardzo wielu ukraińskich polityków, naukowców, wojskowych, artystów.